# 테우엘체족
테우엘체족(마푸둥군어: Tehuelche)은 남미의 아르헨티나와 칠레에 걸쳐 있는 파타고니아 지역의 선주민족의 이름이다. 파타고니아인이라고도 한다.
파타고니아 지역을 탐험했던 초기 유럽인 식민자들의 기록에는 이 지역에서 거인종족을 보았다는 기록이 있는데, 이는 테우엘체 족이 유럽계 백인에 견주어도 매우 키가 큰 종족이었기 때문이다. 테우엘체 족은 아르헨티나와 칠레의 원주민 말살정책에 맞서 용맹한 항전을 벌였으나, 패배하고 살육당했고, 또한 많은 수가 유럽인과 동화되거나 흡수되어 오늘날에는 그 수가 채 1만명이 넘지 않는다. 2001년도 아르헨티나 인구조사에 따르면 약 4300명의 테우엘체족이 추붓 주와 산타크루스 주에 사는 것으로 알려졌으며, 기타 1637명이 아르헨티나 각지에서 흩어져 있는 것으로 조사되었다.
테우엘체 족은 원래 티에라델푸에고섬과 파타고니아의 고유언어인 촌 어족에 속하는 테우엘체어를 사용했으나, 남부 아르헨티나와 칠레의 토착민 대부족의 하나인 마푸체족에 동화되어 현재 마푸체어를 쓴다. 현재 테우엘체어의 화자수는 겨우 4 명뿐으로 소멸위기에 놓여있다. 아르헨티나의 대통령 후안 페론은 어머니가 테우엘체 족 혈통이다.